# Julius Caesar Scaliger

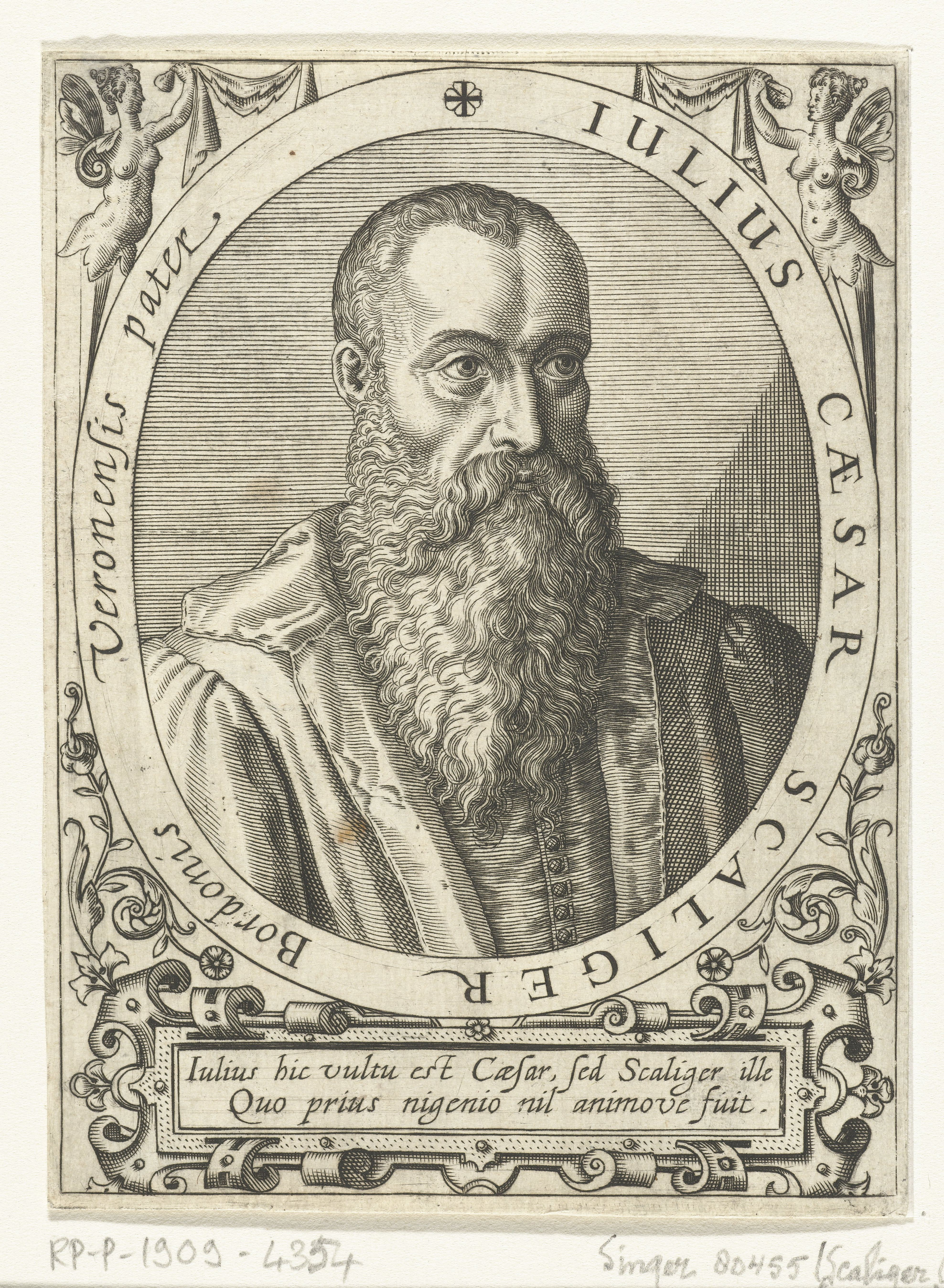
Julius Caesar Scaliger

Julius Caesar Scaliger (italienisch Giulio Cesare Scaligero; * 23. April 1484 in Riva del Garda; † 21. Oktober 1558 in Agen, heute Département Lot-et-Garonne) war ein italienischer Humanist, Dichter und Naturforscher.

## Leben
Nach eigener Darstellung war er ein Mitglied der Familie der Scaliger (della Scala), die etwa 150 Jahre lang die Herren von Verona waren. Als er zwölf Jahre alt war, sei er von Maximilian I. unter dessen Pagen aufgenommen worden, habe 17 Jahre im Dienst des Kaisers verbracht und sich als Soldat und Hauptmann ausgezeichnet. In dieser Zeit will er mit den wichtigsten Gelehrten und Künstlern der Zeit korrespondiert und bei Albrecht Dürer studiert haben. Nach der Schlacht bei Ravenna 1512, in der er Vater und Bruder verlor, habe er die höchsten Ehren des Rittertums von seinem kaiserlichen Verwandten erhalten, die jedoch rein symbolisch blieben und nicht zu seinem Wohlstand beitrugen.

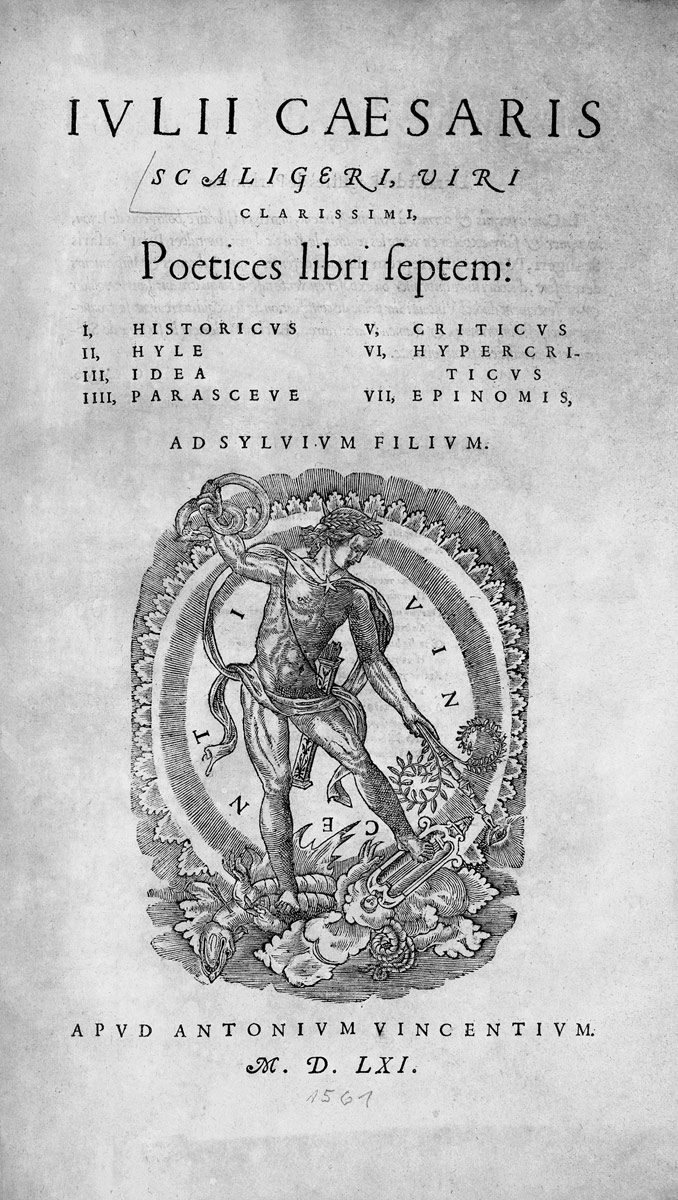
Titelblatt der „Poetices libri septem“, [Lyon] 1561

Scaliger verließ den kaiserlichen Dienst und entschied sich nach einer kurzen Beschäftigung bei einem anderen Verwandten, dem Herzog Alfonso I. d’Este von Ferrara, das Militär zu verlassen. 1514 schrieb er sich als Student an der Universität Bologna ein, wo er den geistlichen Weg einschlug, mit der Intention, Kardinal und schließlich Papst zu werden, um den Venezianern das Fürstentum Verona entreißen zu können, aus der die Republik seine Vorfahren vertrieben hatte. Er gab diesen Plan bald auf, blieb aber bis 1519 an der Universität.
Die nächsten sechs Jahre verbrachte er nach eigenen Angaben auf dem Schloss Vico Nuovo im Piemont als Gast der Familie della Rovere, wobei er seine Zeit im Sommer mit militärischen Expeditionen, im Winter mit Studien in Medizin und Naturgeschichte verbrachte, bis die Gicht ihn zwang, seine militärische Karriere aufzugeben und sich vollständig seinen Studien zu widmen. 1525 begleitete er M. A. della Rovere, den Bischof von Agen, als Arzt in dessen Diözese.
Einige Zeit nach Scaligers Tod behaupteten Gegner seines Sohnes Joseph Justus Scaliger, dass er nicht aus der Familie della Scala stamme, sondern der Sohn von Benedetto Bordone sei, einem Beleuchter oder Lehrer aus Verona, dass er in Padua erzogen worden sei, wo er den Grad eines M.D. erlangte, und dass sein eigener Lebensbericht reine Erfindung sei. Seine Biografie bis hierhin wird auch nur durch seine eigenen Aussagen gestützt, von denen tatsächlich einige mit aus anderen Quellen bekannten Fakten nicht in Einklang zu bringen sind.
Die verbleibenden 32 Jahre seines Lebens verbrachte Scaliger fast ausschließlich in Agen. Sie verliefen weitgehend ereignislos, da er sich seinen literarischen und wissenschaftlichen Studien widmete. Sein Tod wurde in Europa wahrgenommen und seine Verdienste zu diesem Anlass gewürdigt. Wenige Tage nach seiner Ankunft in Agen verliebte er sich in eine 13-jährige Waise, Andiette de Roques Lobejac. Die Eheschließung wurde jedoch durch deren Verwandte verhindert, die vorgaben, sie sei bereits mit einem unbekannten Abenteurer verheiratet. Drei Jahre später, 1528, hatte Scaliger bereits so viel Ansehen als Arzt erworben, dass die Einwände der Familie hinfällig waren und er als 45-Jähriger Andiette heirateten konnte, die zu der Zeit 16 Jahre alt war. Die Ehe hatte Bestand, Andiette brachte 15 Kinder zur Welt, von denen das zehnte (der dritte Sohn) der Gelehrte Joseph Justus Scaliger war.

## Werk
Die Bekanntschaft mit dem Pestarzt Nostradamus, der sich 1533–1535 in Agen aufhielt, und von dem Scaliger sich im Streit trennte, sowie eine Anklage wegen Häresie im Jahr 1538, von der ihn ihm freundlich gesinnte Richter, darunter sein Freund Arnoul Le Ferron, freisprachen, sind die einzigen überlieferten Ereignisse in diesen Jahren, neben der Publikation seiner Bücher und den Debatten, zu denen diese Anlass gaben. 1531 druckte Scaliger seine erste Rede gegen Erasmus von Rotterdam, eine Verteidigung Ciceros und der Ciceronen, eine leidenschaftliche Schmähschrift, die voller ordinärer Verbalinjurien ist und an den Argumenten des Erasmus völlig vorbeigeht.
Scaligers Empörung, als er seine Rede mit leiser Verachtung durch den großen Gelehrten behandelt sah, der annahm, es handele sich um die Arbeit eines persönlichen Feindes (Mäander), brachte ihn dazu, eine zweite Rede zu schreiben, brutaler als die erste, beleidigender, mit mehr Selbstbeweihräucherung, aber mit weniger tatsächlichem Inhalt. Ähnliche Fehden zu wissenschaftlichen Fragen führte er mit François Rabelais und Gerolamo Cardano.
Anschließend verfasste Scaliger Gedichte, die in Sammlungen 1533, 1534, 1539, 1546 und 1547 erschienen und von seinen Zeitgenossen positiv aufgenommen wurden. Ein kurzer Traktat über komische Metriken (De comicis dimensionibus) und ein Werk De causis linguae latinae (1540) – die früheste lateinische Grammatik nach wissenschaftlicher Methode – waren seine einzigen weiteren rein literarischen Arbeiten, die zu seinen Lebzeiten veröffentlicht wurden.
Scaligers bedeutendstes Werk, die Poetices libri septem, erschien 1561 postum. 
Seinen wissenschaftlichen Werken gab Scaliger durchweg die Form eines Kommentars, und es dauerte bis zu seinem 70. Lebensjahr (mit Ausnahme eines kurzen Traktats über De somniis von Hippokrates, 1539), bis er eines von ihnen als ausreichend abgeschlossen betrachtete, um es veröffentlichen zu lassen. 1556 druckte er seinen Dialogue über Pflanzen (De plantis), den er Aristoteles widmete, und 1557 seine Exercitationes zu De subtilitate von Cardano. Seine übrigen Arbeiten, einen Kommentar zu Theophrasts De causis plantarum, und eine Übersetzung von Aristoteles’ Zoologie hinterließ er mehr oder weniger unvollendet. Sie wurden erst nach seinem Tod 1566, beziehungsweise 1619, gedruckt. Alle diese Schriften verströmen einen arroganten Dogmatismus, eine Heftigkeit der Sprache und eine konstante Tendenz zur Glorifizierung des Autors, seltsam kombiniert mit umfangreichem tatsächlichem Wissen und scharfsinnigen Schlussfolgerungen.
Scaliger nahm dabei die induktive Philosophie vorweg. Seine botanischen Studien führten ihn jedoch nicht, wie seinen Zeitgenossen Conrad Gessner, zum Gedanken einer natürlichen Klassifikation, und er wies auch mit äußerster Arroganz und schärfsten Worten die Entdeckungen des Nicolaus Copernicus zurück. In der Metaphysik und der Naturgeschichte war Aristoteles für ihn Gesetz, in der Medizin Galen, wobei er ihnen aber nicht sklavisch folgte.
Scaligers Exercitationes zu De subtilitate von Gerolamo Cardano (1551) zeugen von seinem enzyklopädischen Wissen. Das Werk erschien in zahlreichen Ausgaben, machte ihn als Philosophen am bekanntesten und blieb bis zum Verfall des aristotelischen Weltbildes eine beliebte Lektüre. Gabriel Naudé kritisierte allerdings, dass Scaliger dort mehr Fehler mache als Cardano, und Charles Nisard meinte, dass Scaligers Aussagen denen Cardano entgegensetzt seien. Gottfried Wilhelm Leibniz und William Hamilton erkannten Scaliger dagegen als den besten Vertreter der Physik und Metaphysik des Aristoteles an.

## Ehrungen
Nach Julius Caesar Scaliger sind die Pflanzengattungen Scaligera Adans. aus der Familie der Hülsenfrüchtler (Fabaceae) und Scaligeria DC. aus der Familie der Doldenblütler (Apiaceae) benannt.

## Werke
- Iulii Bordoni Patauini liberalium disciplinarum cultoris ad lectorem Epigrammata. In: Antonius de Fanti: Tabula generalis ac mare magnum Scoticae subtilitatis (…). Venedig 1516.
- Italienische Teilübersetzung von Plutarch: La seconda et ultima parte delle vite (…). Venedig 1525.
- Oratio pro Marco Tullio Cicerone contra Desiderium Erasmum. Paris 1531. (online)
- Nova epigrammata, liber unicus. Hymni duo. Diva Ludovica Sabaudia. 1533.
- Lacrymae. 1534.
- Nemesis, una cum duobus hymnis. 1535.
- Adversus Desiderii Erasmi Roterodami dialogum Ciceronianum oratio secunda. 1537.
- In luctu filii oratio. Lyon 1538. (online)
- Aristotelis liber, qui decimus historiarum inscribitur. Ms. 1538. Lyon 1584. Toulouse 1619. (online)
- Liber de comicis dimensionibus. Lyon 1539. (online)
- Heroes. 1539. (online)
- Hippokrates: Liber de somniis, cum Iulii Caesaris Scaligeri commentariis. 1539. (online) Erweitert Genf 1561.
- De causis linguae Latinae libri XIII. Lyon 1540. (online) Genf 1580. (online) Heidelberg 1597. 1609. 1623.
- Poematia, ad illustrissimam Constantiam Rangoniam. 1546. (online) Lyon 1566. Marburg 1598.
- In duos Aristotelis libros de plantis libri duo. Paris 1556. (online) Marburg 1598.
- Exotericarum exercitationum liber XV, De subtilitate, ad Hieronymum Cardanum. Paris 1557. (online)
- Poetices libri VII. Lyon, Genève 1561. (online) (postum veröffentlicht, Nachdruck 1581, 1586, 1594, 1607, 1617)
- Commentarii et animadversiones in VI libros de causis plantarum Theophrasti (…). Lyon 1566. (online)
- De sapientia et beatitudine libri VIII, quos Epidorpides inscripsit. Genf 1573. (online)
- Poemata, in duas partes divisa. 1574. (online)
- Poemata sacra. Köln 1600. (online)
- Epistolae et orationes. 1600. (online)

## Moderne Ausgaben und Übersetzungen
- Luc Deitz, Gregor Vogt-Spira (Hrsg.): Iulius Caesar Scaliger: Poetices libri septem. Sieben Bücher über die Dichtkunst. 6 Bände. Frommann-Holzboog, Stuttgart 1994–2011
- Ilse Reineke (Hrsg.): Julius Caesar Scaligers Kritik der neulateinischen Dichter. Text, Übersetzung und Kommentar des 4. Kapitels von Buch VI seiner Poetik. Fink, München 1988, ISBN 3-7705-2449-7.